# Алисов, Пётр Александрович
Пётр Александрович Алисов (1892—1970) — советский учёный-инфекционист, доктор медицинских наук, профессор, генерал-майор медицинской службы.

## Биография
Родился в 1892 году.
Был участником гражданской войны; служил военным врачом с 1919 года.
В 1924—1940 гг. работал в различных медицинских научно-исследовательских институтах и высших учебных заведениях; с 1932 года заведовал кафедрой микробиологии в Самаркандском медицинском институте, с 1938 по 1940 год был заведующим кафедрой инфекционных болезней в 1-м Ленинградском медицинском институте. С 1940 года — профессор и начальник кафедры инфекционных болезней в Военно-морской медицинской академии; в 1954 году перешёл в Военно-медицинскую академию имени С. М. Кирова, где работал до 1967 года.
Является автором около 80 научных работ по эпидемиологии, клинике и лечению инфекционных болезней.
Умер 19 августа 1970 года. Похоронен на Богословском кладбище. В 1999 году с памятника на могиле был похищен бронзовый портретный барельеф.